# 鷹見星皐
鷹見 星皐（たかみ せいこう、1751年（宝暦元年）- 1811年11月18日（文化8年10月3日））は江戸時代中期-後期の武士、儒学者。名は定允、字は子允、通称は市郎右衛門、別号に翠竹園。

## 経歴・人物
1751年（宝暦元年）に生まれる。江戸中期の三河国田原藩家老、鷹見爽鳩の孫。家老職を継ぎ、江戸で細井平洲らに学ぶ。1778年（安永7年）隠居したが、1794年（寛政6年）藩政に復帰。藩主三宅康友、三宅康和に進講。著作に「翠竹園吟稿」「星皐詩稿」など。